# Restio montanus
Restio montanus är en gräsväxtart som beskrevs av Esterh. Restio montanus ingår i släktet Restio och familjen Restionaceae. Inga underarter finns listade i Catalogue of Life.